# Accent
『Accent』（アクセント）は、栃木放送で平日午後から夕方にかけて放送されているローカルワイド番組シリーズである。
『Accent〜アクセント〜』（アクセント）として2018年4月2日から2023年3月31日まで放送されていた。その後2024年4月1日より『Accent!』（アクセント）として復活した。

## 概要
2018年4月2日に『Accent〜アクセント〜』として放送が開始された。2020年4月改編で毎週金曜日に放送されていた『まるきん大行進!』の終了に加え本番組後の『インサイトTODAY』の枠を吸収し放送時間を6時間及び帯番組に拡大した。番組のコンセプトは「午後のゆったりとしたひと時、運転しながら…、家事をしながら…、仕事をしながら…。上質な音楽とトークを”ながら聴き”。”ながら聴き”の中にも、ちょっぴりアクセントを！！」であった。
2023年3月31日に『Accent〜アクセント〜』の放送が終了となった。同年4月より月曜日 - 木曜日は、ほぼ同じ内容で新番組『ミキシング!』、金曜日は『隆さま劇場』として独立番組が放送された。
2024年4月1日より同年3月28日まで月曜日 - 木曜日に放送されていた『ミキシング!』に代わって月曜日 - 水曜日について『Accent!』として当番組が復活した。木曜日は『ミキシング!』から『つぶやき松井のよ〜く聴かないで』として番組が独立し、金曜日は引き続き『隆さま劇場』が継続となる。

## パーソナリティー

### Accent〜アクセント〜
2018年4月 - 2019年3月
- 月・火　篠田和之
- 水        松井里恵
- 木　　　阿久津隆一

レポーター(ラジオカー中継を担当)
- 月・水　藤井友香
- 火     佐藤成美

2019年4月 - 2020年3月
- 月・火　篠田和之
- 水　　　若林芽育
- 木　　　阿久津隆一

2020年4月 - 2022年12月
- 月　菊池元男
- 火　篠田和之
- 水　若林芽育
- 木　松井里恵
- 金　阿久津隆一

2023年1月 - 2023年3月
- 月　菊池元男
- 火　篠田和之
- 水　菊池元男、藤田真奈
- 木　松井里恵
- 金　阿久津隆一

### Accent!
2024年4月 -
- 月　篠田和之
- 火　菊池元男（DJ Kei）
- 水　藤田真奈

## タイムテーブル

### Accent〜アクセント〜
- 13:10 (水)とちトピ　(木)おせんべいのおとも　(金)隆さまミュージック
- 13:15 (月)助けて!!パソコン太郎!!　(第2金)栃木の企業ホップ・ステップ・ジャンプ
- 13:30 (月・火・木・金)快適生活ラジオショッピング　(水)Dear Woman
- 13:40 (月)Living together　(金)隆さまとなりのお昼ごはん
- 13:45 (火)鈴木智の「企業の魅力☆見える化ラジオ」　(水)快適生活ラジオショッピング　(金)満金留男の笑いの宅配便(最終週)
- 14:05 (金)是枝つぐとのおみおくり百科
- 14:15 (月)バック トゥ ザ フューチャー　(水)えりのあニコニコ便り　(木)マツイの知らない世界
- 14:30 (月)リフォーム幸せ家族生活　(水)ウーマントピックス　(木)ウッドユーらいふ
- 14:40 (月)ピカピカアクセント　(火)ゲームさんとラジオ　(水)田舎のマドンナ(最終週)　(木)プレイリスト◯◯
- 14:45 (金)ブッチャー幸男の小劇場
- 15:05 (月)ランキングダム　(火)今日の株価　(水)芽育’sブックカフェ　(木)オブ・ラ・ディ“オグラ”ダ　(金)隆さまフレンズ
- 15:15 (月・火・水)はぴねすくらぶラジオショッピング
- 15:30 (火)Deli POPS連動企画「あすデリ！」　(水・木)今旬！インフォメーション
- 15:45 (木)元気のでる話　(金)満金留男の笑いの宅配便(最終週)
- 16:10 (月)地域を見る　(火)ペンが走る　(水)絆を創る　(木)新井が解く　(金)週末イベント情報
- 16:30 (月)ラビンズノ法則　(火)DJボビー　洋楽玉手箱　(水)はぴねすくらぶラジオショッピング
- 16:40 (金)バモス！栃木ＳＣ
- 16:45 (火)トータルスポーツ
- 17:03 (月)ドライビングウェザー
- 17:05 (火)今日の株価
- 17:10 (月・火・水・金)とちぎふるさとネットワーク (木)超新塾イーグル溝神と宇都宮アイフルホームをぽかぽかタイム♪
- 17:20 快適生活ラジオショッピング
- 17:30 県政インフォメーション
- 17:35 (火)今日のプロ野球　(木)Accent Movie
- 17:58 献血会場案内
- 18:20 ホットトピックス
- 18:30 (月)ブリッツェンのイナズマRadio！　(火)Come on! Bucks!　(水)ゴールデンブレーブスのthe Dreamers　(木)BEST! BREX!